# Abram Raselemane
Abram Raselemane (Provincia del Estado Libre, Sudáfrica, 23 de marzo de 1978-Bloemfontein, Sudáfrica, 27 de mayo de 2008) fue un futbolista de Sudáfrica que jugó en la posición de delantero centro.

## Carrera

### Club
| Periodo   | Club                      | Apariciones | Goles |
| --------- | ------------------------- | ----------- | ----- |
| 1998–1999 | Bloemfontein Young Tigers | 25          | 11    |
| 1999–2001 | Santos Cape Town          | 62          | 13    |
| 2001–2006 | Supersport United         | 104         | 42    |
| 2006–2008 | Bidvest Wits              | 24          | 2     |

### Selección nacional
Jugó para Sudáfrica en 16 ocasiones del 3 de junio de 2001 al 2 de septiembre de 2006 y anotó tres goles; participó en la Copa de Oro de la Concacaf 2005.
| 1.      | 8 de octubre de 2003 | Setsoto Stadium, Maseru, Lesoto                | Lesoto  | 0–3 | Amistoso                        |
| 2.      | 10 de julio de 2005  | Memorial Coliseum, Los Angeles, Estados Unidos | Jamaica | 3–3 | Copa de Oro de la Concacaf 2005 |
| 3.      | 13 de agosto de 2005 | Mmabatho Stadium, Mafikeng, Sudáfrica          | Zambia  | 2–2 | Copa COSAFA 2005                |
| Fuente: |                      |                                                |         |     |                                 |

## Muerte
Raselmane se suicidó en Bloemfontein el 27 de mayo de 2008 a los 30 años.

## Logros
- Copa Nedbank (2): 2001, 2005
- MTN 8 (1): 2004